# Soldat Louis

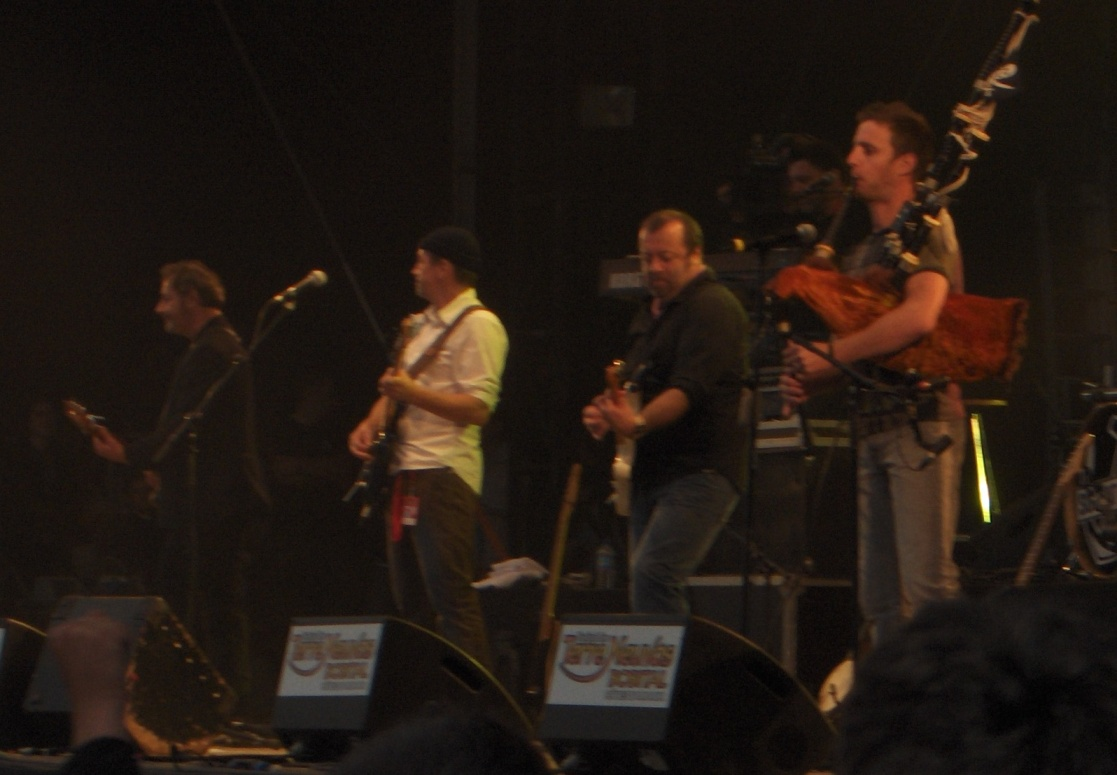
Soldat Louis, Festival des Terre-Neuvas, Bobital, 2007.

Soldat Louis è un gruppo musicale francese. I "Soldats", come si fanno chiamare i componenti della band, suonano musiche folk e rock a partire dagli anni ottanta, quando incisero l'album "Première Bordée".

## Componenti del gruppo
- Soldat Louis (detto "Le Patron") - chitarra, voce
- Gary Wicknam (detto "Sa Hauteur") - chitarra acustica, voce
- Michel Banuls (detto Maïkeul) - chitarra acustica
- Jean-Paul Barrière (detto Paulo) - tastiere
- Anthony Masselin (detto "Le Bleu") - cornamusa
- Hervé Le Guillou (detto "V.R.") - basso
- Christophe Sonnic (detto "Toto") - batteria
- Jean-Claude Chidiac (detto "le Libanais") - ingegnere del suono
- Stéphane (detto "le Commandant") - autista del bus

## Discografia
- 1988: Premiere bordée
- 1990: Pavillon Noir
- 1993: Aupres de ma Bande
- 1995: C'est un Pays
- 1997: En Vrai (live)
- 1999: Bienvenue à Bord
- 2002: En Vrai 2 Vrai (live)
- 2002: Éscale sur la planète
- 2006: Sales Gosses